# Urophora japonica
Urophora japonica är en tvåvingeart som först beskrevs av Tokuichi Shiraki 1933.  Urophora japonica ingår i släktet Urophora och familjen borrflugor. Inga underarter finns listade i Catalogue of Life.